# Mr. Prospector
Mr. Prospector, född 28 januari 1970, död 1 juni 1999, var ett engelskt fullblod, mest känd för att ha varit en enastående avelshingst samt en framgångsrik avelsmorfader. Mr. Prospector var en sprinter, vars karriär avbröts av upprepade skador. 
Mr. Prospector började sin karriär som avelshingst i Florida. Han visade sig vara så framgångsrik att han flyttades till Kentucky, där han blev ledande avelshingst och senare ledande avelsmorfader. Hans ättlingar har dominerat de amerikanska Triple Crown-löpen i flera decennier, och hans inverkan på fullblodsblodslinjer märks över hela världen. 

## Bakgrund
Mr. Prospector var en brun hingst efter Raise a Native och under Gold Digger (efter Nashua). Mr. Prospector föddes upp av Leslie Combs II och ägdes av Aisco Stable. Han var den dyraste hästen vid Keeneland Sales i juli 1971, och såldes till AI "Butch" Savin för 220 000 dollar (motsvarande 2 miljon dollar 2020). Han tränades under tävlingskarriären av Jimmy Croll.
Mr. Prospector tävlade mellan 1973 och 1974, och sprang totalt in 112 171 dollar på 14 starter, varav 7 segrar, 4 andraplatser och 2 tredjeplatser. Han tog karriärens största segrar i Gravesend Handicap (1974) och Whirlaway Handicap (1974).

## Karriär
Mr. Prospector tävlade samtidigt som Hall of Fame-invalda Secretariat och Forego. Även om han inte tillhörde samma klass, var han den högst rankade sprintern 1974 enligt Daily Racing Forms Free Handicap.
Mr. Prospector tävlade inte som tvååring utan vann istället sina två första starter som treåring "löjligt enkelt" innan han drabbades av en skada. Han återvände till tävlingsbanorna den 1 april 1973, i ett löp över sex furlongs på Gulfstream Park, som han vann med nio längder. Tiden 1:07.4 var ett nytt banrekord och var bara två femtedelar från det amerikanska rekordet.
Han startade därefter i Calumet Purse den 17 april 1973. I sin första start på en distans på över sju furlongs tog han tidigt ledningen, men tröttnade under slutet av löpet, och slutade trea. Därefter startade han i Derby Trial den 2 maj som storfavorit, men slutade tvåa efter en dålig start. Detta var hans sista start som treåring.
Mr. Prospector gjorde vad som skulle bli hans sista start den 4 juli 1974 i Firecracker Handicap och slutade tvåa. Kort därefter bröt han ett sesamben och blev pensionerad.

### Som avelshingst
Mr. Prospector stallades upp som avelshingst på Aisco Farm nära Ocala, Florida 1975. Som regional avelshingst med begränsade tillgångar överträffade han förväntningarna när han blev ledande förstaårsavelshingst i Nordamerika 1978. 1980 flyttades han till den legendariska Claiborne Farm i Kentucky. Han blev en enastående avelshingst och ledde den nordamerikanska avelshingstlistan 1978 och 1979. 
Av 1 195 namngivna avkommor fick han 182 stakesvinnare (15,1%). Även om han främst var känd för sina avkommors framgångar på dirttrack i Nordamerika, var han också en topphingst under flera år i Europa.
Mr. Prospector blev far till en segrare i varje Triple Crown-löp, en bedrift som hans barnbarn, Unbridled (efter Fappiano), också åstadkommit. Avkommor från Mr. Prospector som segrat i Triple Crown-löp var 2000 års Kentucky Derby-vinnare Fusaichi Pegasus, 1985 års Preakness Stakes-vinnare Tank's Prospect och 1982 års Belmont Stakes-vinnare och American Horse of the Year, Conquistador Cielo.
Mr. Prospectors blodlinje har varit mycket inflytelserik i toppskiktet av galopporten. Alla åtta hästar som deltog i 2015 års Belmont Stakes var ättlingar, genom sina fäder, till Mr. Prospector. Även alla hästarna i 2018 års Kentucky Derby var ättlingar till Mr. Prospector.

### Död
Den 1 juni 1999 dog Mr. Prospector i sin box av komplikationer av kolik på Claiborne Farm i Paris, Kentucky. Han begravdes mellan Nijinsky och Secretariat.

## Stamtavla
| Efter Raise a Native (USA) 1961 | Native Dancer (USA) 1950 | Polynesian   | Unbreakable              |
| Efter Raise a Native (USA) 1961 | Native Dancer (USA) 1950 | Polynesian   | Black Polly              |
| Efter Raise a Native (USA) 1961 | Native Dancer (USA) 1950 | Geisha       | Discovery                |
| Efter Raise a Native (USA) 1961 | Native Dancer (USA) 1950 | Geisha       | Miyako                   |
| Efter Raise a Native (USA) 1961 | Raise You (USA) 1946     | Case Ace     | Teddy                    |
| Efter Raise a Native (USA) 1961 | Raise You (USA) 1946     | Case Ace     | Sweetheart               |
| Efter Raise a Native (USA) 1961 | Raise You (USA) 1946     | Lady Glory   | American Flag            |
| Efter Raise a Native (USA) 1961 | Raise You (USA) 1946     | Lady Glory   | Beloved                  |
| Undan Gold Digger (USA) 1962    | Nashua (USA) 1952        | Nasrullah    | Nearco                   |
| Undan Gold Digger (USA) 1962    | Nashua (USA) 1952        | Nasrullah    | Mumtaz Begum             |
| Undan Gold Digger (USA) 1962    | Nashua (USA) 1952        | Segula       | Johnstown                |
| Undan Gold Digger (USA) 1962    | Nashua (USA) 1952        | Segula       | Sekhmet                  |
| Undan Gold Digger (USA) 1962    | Sequence (USA) 1946      | Count Fleet  | Reigh Count              |
| Undan Gold Digger (USA) 1962    | Sequence (USA) 1946      | Count Fleet  | Quickly                  |
| Undan Gold Digger (USA) 1962    | Sequence (USA) 1946      | Miss Dogwood | Bull Dog                 |
| Undan Gold Digger (USA) 1962    | Sequence (USA) 1946      | Miss Dogwood | Myrtlewood (Family 13-c) |